# Yuriko Mizuma
Yuriko Mizuma (水間 百合子 Mizuma Yuriko?,  nacido el 22 de julio de 1970 en Yamagata) es una exfutbolista japonesa que jugaba como delantero.
Mizuma jugó 22 veces y marcó 10 goles para la selección femenina de fútbol de Japón entre 1990 y 1994. Mizuma fue elegida para integrar la selección nacional de Japón para los Copa Mundial Femenina de Fútbol de 1991.

## Trayectoria

### Clubes
| Club                     | País  | Año         |
| ------------------------ | ----- | ----------- |
| Urawa Motobuto Ladies FC | Japón | ???? - 1992 |
| Takarazuka Bunnys        | Japón | 1993 - 1995 |

### Selección nacional
| Selección | País  | Año         |
| --------- | ----- | ----------- |
| Absoluta  | Japón | 1990 - 1994 |

## Estadística de equipo nacional
| Selección femenina de fútbol de Japón | Selección femenina de fútbol de Japón | Selección femenina de fútbol de Japón |
| Año                                   | Partidos                              | Goles                                 |
| ------------------------------------- | ------------------------------------- | ------------------------------------- |
| 1990                                  | 5                                     | 3                                     |
| 1991                                  | 11                                    | 2                                     |
| 1992                                  | 0                                     | 0                                     |
| 1993                                  | 5                                     | 5                                     |
| 1994                                  | 1                                     | 0                                     |
| Total                                 | 22                                    | 10                                    |